# 下恩辛根
下恩辛根是德国巴登-符腾堡州的一个市镇。总面积7.56平方公里，总人口4566人，其中男性2278人，女性2288人（2011年12月31日），人口密度604人/平方公里。